# 山口県道31号美東秋芳西寺線
山口県道31号美東秋芳西寺線（やまぐちけんどう31ごう みとうしゅうほうにしでらせん）は、山口県美祢市を通る県道（主要地方道）である。

## 概要
山口県美祢市美東町真名と美祢市於福町下を結ぶ。
交通の要衝である山口市小郡地区と長門市を短絡する道路の一つ。県道小郡三隅線から分岐して北上、美祢市秋吉地区を経由し、嘉万（かま）地区から西に屈曲して国道316号に接続する。
南部では中国自動車道が平行し、美祢東JCTの下をくぐる。北部では厚東川の上流部と併走する。
路線名称にある「西寺」は美祢市於福町上の小字であり、当初はここに終点があった（旧・国道316号＝現山口県道267号中ノ川於福停車場線と接続）が、本路線の道路改良完成に伴う付替えの際に国道316号のすぐ脇を通過するJR美祢線を横断せず、現・国道316号との交点である美祢市於福町上字東中村までを改良区間としたため、今は通らなくなった。

### 路線データ
- 起点：美祢市美東町真名（山口県道28号小郡三隅線交点）
- 終点：美祢市於福町下（国道316号交点）

## 歴史
- 1993年（平成5年）5月11日 - 建設省から、県道美東秋芳西寺線が美東秋芳西寺線として主要地方道に指定される[1]。

## 路線状況

### 重複区間
- 山口県道240号湯ノ口美祢線（美祢市美東町真名 地内）
- 山口県道501号山口秋吉台公園自転車道線（美祢市美東町真名 地内）
- 山口県道501号山口秋吉台公園自転車道線（美祢市秋芳町秋吉 地内）
- 山口県道239号銭屋美祢線（美祢市秋芳町別府 地内）

## 地理

### 通過する自治体
- 美祢市

### 交差する道路
| 交差する道路 | 交差する場所         | 交差する場所           |
| --- | -------------------- | ---------------------- |
| 山口県道28号小郡三隅線 山口県道240号湯ノ口美祢線 重複区間起点 山口県道501号山口秋吉台公園自転車道線 重複区間起点 | 美東町真名           | 湯ノ口交差点 / 起点    |
| 国道490号 山口県道30号小野田美東線 重複 山口県道240号湯ノ口美祢線 重複区間終点                                   | 美東町真名           | 十文字交差点           |
| 山口県道501号山口秋吉台公園自転車道線 重複区間終点                                                               | 美東町真名           |                        |
| 山口県道240号湯ノ口美祢線                                                                                        | 秋芳町岩永下郷       | 御坊（おんぼう）交差点 |
| 山口県道339号東吉部秋吉線                                                                                        | 秋芳町岩永下郷       |                        |
| 国道435号 | 秋芳町秋吉           | [ 2 ]                  |
| 山口県道501号山口秋吉台公園自転車道線 重複区間起点                                                               | 秋芳町秋吉           |                        |
| 山口県道501号山口秋吉台公園自転車道線 重複区間終点                                                               | 秋芳町秋吉           |                        |
| 山口県道36号秋芳三隅線                                                                                           | 秋芳町別府（べっぷ） | 門村（かどむら）交差点 |
| 山口県道239号銭屋美祢線 重複区間起点                                                                             | 秋芳町別府           |                        |
| 山口県道239号銭屋美祢線 重複区間終点                                                                             | 秋芳町別府           |                        |
| 国道316号 | 於福町下             | 終点                   |

### 沿線にある施設など
- 山口県立美祢高等学校
- 美祢市秋芳総合支所
- 美祢市立秋芳図書館
- 美祢市別府出張所

沿線の名所・旧跡・観光地
- 呼岩
- 別府弁天池